# Vogelshow
Vogelshow is een presentatie waarbij een valkenier met een aantal vogels een vliegshow geeft. Het doel van de presentatie is om het publiek meer te vertellen over de lichaamsbouw, het gedrag en het voedsel van de vogels. Wanneer de vogels over het publiek heen vliegen kan het zijn dat  het publiek meer betrokken raakt bij wat ze zien en horen over de dieren.
Meestal wordt een vogelshow gegeven met roofvogels en uilen (roofvogelshow), maar ook andere vogels kunnen voor de presentatie gebruikt worden.